# Championnat de France de tennis 1900
Le championnat de France de tennis 1900, organisé par l'U.S.F.S.A., s'est déroulé en juin sur les courts en terre du Tennis Club de Paris.
Le simple messieurs est remporté par Paul Aymé. Pour la troisième année consécutive on ne compte qu'une seule participante dans le tournoi féminin. Yvonne Prévost est donc sacrée championne de France sans jouer le moindre match.

## Palmarès
| Tableau          | Vainqueurs     | Vainqueurs | Score    | Finalistes    | Finalistes |
| ---------------- | -------------- | ---------- | -------- | ------------- | ---------- |
| Simple dames     | Yvonne Prévost | France     |          |               |            |
| Simple messieurs | Paul Aymé      | France     | 6-3, 6-0 | André Prévost | France     |

## Simple messieurs
|  |               |  |   |   |  |
|  | Finale        |  |   |   |  |
|  |               |  |   |   |  |
|  |               |  |   |   |  |
|  | Paul Aymé     |  | 6 | 6 |  |
|  | Paul Aymé     |  | 6 | 6 |  |
|  | André Prévost |  | 3 | 0 |  |